# Adagio (banda)
Adagio es una banda francesa de power metal sinfónico/progresivo, cuyas influencias musicales comprenden desde el barroco hasta compositores contemporáneos, mezclando la orquestación sinfónica con voces limpias y guturales además de la sonoridad instrumental propia del metal.

## Historia
Adagio, es fundada y liderada por el guitarrista francés Stephan Forté, quien inicialmente trabajó con el ucraniano Vitalij Kuprij, sin perdurar esta relación.
Para la grabación del primer álbum, "Sanctus Ignis", Forte estuvo acompañado en las voces por David Readman (Pink Cream 69), Dirk Bruinenberg en la batería (Elegy), Frank Hermanny en el bajo y Richard Andersson (Time Requiem), quien sólo participó en este disco para luego ser reemplazado por el joven tecladista de 22 años Kevin Codfert. En este disco destaca el virtuosismo y las melodías en los arreglos de las canciones.
Su segundo disco salió en el 2003, bajo el nombre "Underworld", desarrollando un estilo más propio de la banda, gracias a la inclusión de la orquesta coral de Lyon, mayor orquestación en los tracks, y la inclusión de algunos gritos guturales gentileza de Rose Hreidmarr (Anorexia Nervosa).
En 2004, se publicó el disco en vivo, "A Band in Upperworld", que a pesar de sus escasos 9 tracks (8 canciones más la intro) dejan expuesta la calidad de las canciones de la banda, a pesar de no tener un sonido muy bien logrado. Esta sería la última aparición de David Readman en las líneas de Adagio, mientras que se muestra por primera vez el nuevo baterista, Eric Lébailly.
Su tercer álbum de estudio, "Dominate" (2006), toma un carácter más agresivo, producto de la inclusión de más voces guturales y mayor velocidad a lo largo del disco, destacando el actuar de Kevin Codfert en el teclado y piano, ambientando y demostrando gran virtuosismo en los solos. En este lanzamiento aparece Gus Monsanto, quien interpreta tanto las voces limpias como guturales.
En 2009, lanzan "Archangels in Black", su cuarto disco de estudio, con Christian Palin en las voces. En este álbum predominan baterías con gran velocidad, voces guturales, y un mayor énfasis en guitarras graves con efectos más duros. Desde "Sanctus Ignis" en adelante, y luego de "Dominate", este disco es la evolución natural dentro del estilo de Adagio, presentando en mayor cantidad elementos que comenzaron lentamente en los dos álbumes de estudio predecesores.
Después de años de silencio, en 2013 anunciaron nuevo disco, pero nuevamente la banda desaparece del mapa. El 2016 inician una campaña en Indiegogo para recopilar fondos y así lanzar el disco prometido.
En junio del 2016 superan la meta propuesta y se comienza a trabajar en el nuevo disco " LIFE", prometiendo que será un "Underworld 2". .
En 2017, Adagio estrena el sencillo "Darkness Machine", el que sería la antesala del lanzamiento oficial del disco "Life" estrenado en julio del mismo año.
En 2018, Stéphan Forté anuncia que Adagio se tomaría un receso para centrarse en sus proyectos personales.

## Integrantes

### Miembros actuales
- Voz: Kelly Sundown Carpenter
- Guitarra: Stephan Forté
- Bajo: Franck Hermanny
- Teclados: Kevin Codfert
- Batería: Eric Lébailly

### Miembros anteriores
- Voz: Mats Leven (Miembro de tour, 2010)
- Voz: Christian Palin (Archangels in Black. 2 de febrero de 2009)
- Voz: Gus Monsanto (Dominate. 9 de abril de 2008.)
- Voz: David Readman (Sanctus Ignis y Underworld. 24 de julio de 2004.)
- Teclados: Richard Andersson (Sanctus Ignis. 2002.)
- Batería: Dirk Bruinberg (Sanctus Ignis y Underworld. 15 de septiembre de 2003)

## Discografía

### Sanctus Ignis (2001)
1. Second Sight
2. The Inner Road
3. In Nomine...
4. The Stringless Violin
5. Seven Lands Of Sin
6. Order Of Enlil
7. Sanctus Ignis
8. Panem Et Circences
9. Immigrant Song
10. Niflheim

### Underworld (2003)
1. Next Profundis
2. Introitus, Solvet Saeclum In Favilla
3. Chosen
4. From My Sleep... To Someone Else
5. Underworld
6. Promises
7. The Mirror Stage
8. Niflheim
9. Missa Aeterna (Bonus Track)

### Dominate (2006)
1. Fire Forever
2. Arcanas Tenebrae
3. Terror Jungle
4. Children Of The Dead Lake
5. R'Lyeh The Dead
6. The Darkitecht
7. Kissing The Crow
8. Fame
9. Undying

### Archangels In Black (2009)
1. Vamphyri
2. The Astral Pathway
3. Fear Circus
4. Undead
5. Archangels In Black
6. The Fifth Ankh
7. Codex Oscura
8. Twilight At Dawn
9. Getsu Senshi

### Life (2017)
1. Life
2. The Ladder
3. Subrahmanya
4. The Grand Spirit Voyage
5. Darkness Machine
6. I'll Possess You
7. Secluded Within Myself
8. Trippin Away
9. Torn
10. Carry The Cross

## Discos en vivo

### A Band In Upperworld (2004)
1. Introitus
2. Second Sight
3. Chosen
4. The Stringless Violin
5. From My Sleep... To Someone Else
6. Promises
7. Seven Lands Of Sin
8. Panem Et Circences
9. In Nomine...

## Enlace Directo
- Página web del grupo
- Entrevista Adagio - HallOfMetal.com Archivado el 27 de julio de 2020 en Wayback Machine.

- Datos: Q346701